# Walisische Badmintonmeisterschaft 1971
Die Walisische Badmintonmeisterschaft 1971 fand in St. Athan statt. Es war die 20. Austragung der nationalen Titelkämpfe im Badminton in Wales.

## Titelträger
| Disziplin    | Sieger                         |
| ------------ | ------------------------------ |
| Herreneinzel | Howard R. Jennings             |
| Dameneinzel  | Angela Dickson                 |
| Herrendoppel | Alan Fisher Howard R. Jennings |
| Damendoppel  | Angela Dickson Pamela Jeremiah |
| Mixed        | David Colmer Pamela Jeremiah   |